# Elaphoidella botosaneanui
Elaphoidella botosaneanui is een eenoogkreeftjessoort uit de familie van de Canthocamptidae. De wetenschappelijke naam van de soort is voor het eerst geldig gepubliceerd in 1973 door Petkovski.